# Hans von Bülow
Hans Guido Freiherr von Bülow (Dresda, 8 gennaio 1830 – Il Cairo, 12 febbraio 1894) è stato un direttore d'orchestra, pianista e compositore tedesco dell'epoca romantica. Fu uno dei maggiori direttori d'orchestra del XIX secolo, e la sua attività in questo campo fu fondamentale per l'affermazione e il successo di molti famosi compositori, tra cui Richard Wagner. Fu il destinatario di uno dei biglietti della follia del filosofo Friedrich Nietzsche.

## Biografia

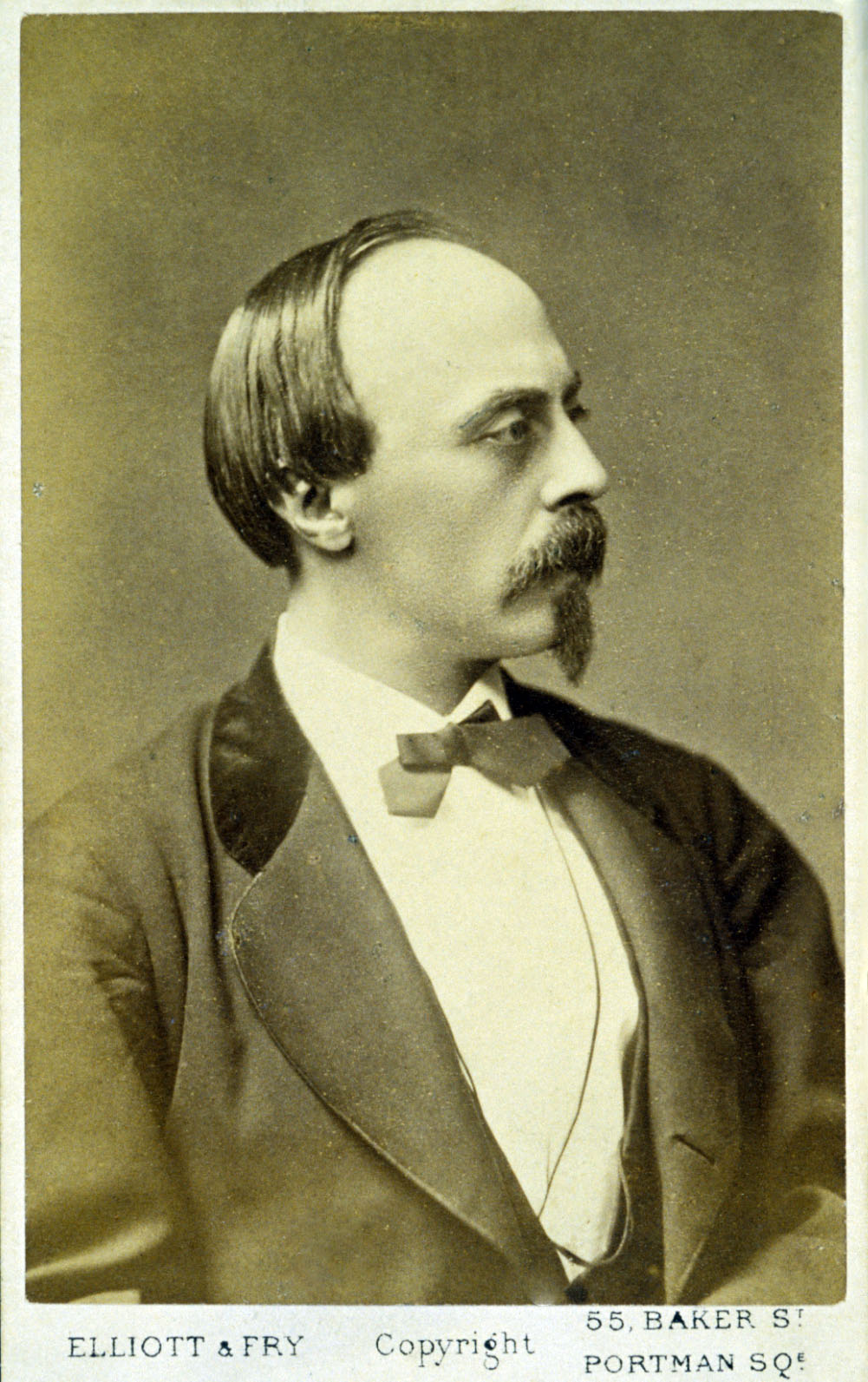
Von Bulow in una foto del 1865

Nato a Dresda, in Sassonia, da nobile famiglia (il termine Freiherr non è un nome proprio ma il titolo di barone in tedesco), dall'età di nove anni studiò pianoforte con Friedrich Wieck (il padre di Clara Schumann). Nel 1842 ascoltò per la prima volta un'opera di Wagner, Rienzi, e ne ricevette una fortissima impressione. Tuttavia, i suoi genitori insistevano perché egli studiasse legge e non musica, e lo mandarono a Lipsia.
A Lipsia, però, Bülow incontrò Franz Liszt e, quando ascoltò la prima del Lohengrin di Wagner nel 1850 a Weimar, diretta dallo stesso Liszt, decise di ignorare gli ordini dei genitori e tentare invece una carriera nella musica. Ottenne il primo impiego come direttore d'orchestra poco dopo, a Zurigo, su raccomandazione di Wagner, cui si era presentato come fervente ammiratore e che aveva subito riconosciuto in lui del talento.
Bülow aveva un carattere molto difficile e aspro, e si alienò le simpatie di molti musicisti nel suo lavoro. Per questo motivo perse il suo posto a Zurigo, ma allo stesso tempo stava iniziando a farsi un nome per la sua abilità nel dirigere lavori nuovi e complessi, anche senza partitura. Si era subito mostrato sostenitore di quella "musica dell'avvenire" che vedeva i suoi due maggiori esponenti in Wagner e Liszt, e propugnava questa causa con i toni molto accesi che lo caratterizzavano. A Liszt, di cui divenne allievo nel 1851, lo legavano anche motivi personali: il 18 agosto 1857 a Parigi, infatti, ne sposò la figlia, Cosima, da cui ebbe due figlie, Daniela e Blandine.
Durante gli anni 1850 e i primi anni 1860 fu impegnato come pianista, direttore d'orchestra e scrittore, e divenne ben conosciuto in Germania e in Russia. Nel gennaio 1857 esegue la prima assoluta della Sonata in si minore (Liszt) a Berlino, nel marzo 1859 dirige il Preludio di Tristan und Isolde a Praga, nel luglio 1862 esegue al pianoforte i Wesendonck-Lieder a Magonza e nell'aprile 1865 esegue al pianoforte Totentanz a L'Aja.
Nel 1864, Wagner, divenuto il protetto del giovane re di Baviera Luigi II, suggerì al monarca il nome di Bülow quale direttore del Teatro di Corte di Monaco, ritenendolo l'unico in grado di dirigere le sue opere, e fu in tale carica che egli raggiunse la massima notorietà. Diresse infatti le prime rappresentazioni di due lavori di Wagner, Tristano e Isotta e I maestri cantori di Norimberga, rispettivamente nel 1865 e nel 1868; in entrambi i casi si trattò di un trionfo. Dal 1867 al 1869 divenne il secondo Direttore Musicale Generale della Bayerisches Staatsorchester succedendo a Franz Lachner.
Tuttavia, la fama che Bülow raggiunse a Monaco non fu soltanto dovuta a motivi professionali e non fu sempre gradita all'interessato. Fin dai primi giorni del loro arrivo, infatti, sua moglie Cosima era divenuta l'amante di Wagner: Bülow, la cui personalità complessa e tormentata e la cui devozione assoluta al genio di Wagner lo spingevano fino all'autoannullamento, accettò la situazione, ma i bavaresi, la corte e la stampa, che già non amavano né Wagner, che accusavano di aver gravato sin troppo sulle finanze pubbliche, né Bülow per il suo essere vicino politicamente alla Prussia e per il suo ben noto temperamento che l'aveva portato a fare commenti sgradevoli sui monacensi, sfruttarono lo scandalo per far allontanare Wagner da Monaco alla fine del 1865.
Circondato dai pettegolezzi e dall'ostilità generale, Bülow non poté invece abbandonare Monaco, e la sua situazione peggiorò ancora quando, nel 1868, Cosima lo lasciò definitivamente per raggiungere Wagner in Svizzera, portando con sé Isolde (nata nell'aprile 1865) ed Eva, le due bambine avute da Wagner. Il divorzio fra Hans von Bülow e Cosima si formalizzò solo il 18 luglio 1870 a Lucerna: nonostante ciò che aveva dovuto subire, in Bülow non venne mai meno l'ammirazione per Wagner, sul piano artistico se non su quello umano, e soprattutto l'alta considerazione che aveva di Cosima (nel 1882 Bülow si risposò con l'attrice Marie Schanzer, che divenne, dopo la sua morte, la sua biografa e si occupò di pubblicare i suoi scritti).
Nel luglio 1874 esegue al pianoforte con Charles Hallé la prima assoluta di Variationen über ein Thema von Joseph Haydn di Johannes Brahms a Manchester. Negli ultimi anni, assieme alla musica di Wagner, Bülow sostenne anche quella di Brahms e Pëtr Il'ič Čajkovskij: diresse la prima esecuzione della Quarta Sinfonia di Brahms con la sua orchestra nel 1885 e il Concerto per pianoforte e orchestra n. 1 (Čajkovskij) a Boston, nell'ottobre 1875 e la Suite n. 3 op. 55 in sol maggiore di Čajkovskij a San Pietroburgo nel gennaio 1885.
Dal 1878 al 1880 occupò il posto di Hofkapellmeister a Hannover dove nel febbraio 1879 diresse la prima dell'opera Benvenuto Cellini, ma fu costretto ad andarsene dopo un litigio col tenore che interpretava Lohengrin, il "Cavaliere del Cigno" (Schwan in tedesco: Bülow lo chiamava - con uno dei suoi consueti e taglienti giochi di parole - il "Cavaliere del Maiale", Schwein). Nel 1880 ottenne il posto corrispondente a Meiningen dove nel marzo 1885 dirige la prima assoluta del Concerto n. 1 op. 11 TrV.117 in mi bemolle maggiore per corno e orchestra di Richard Strauss (posto che avrebbe lasciato nell'ottobre 1885 a Richard Strauss): sotto la sua guida la locale orchestra divenne una delle migliori della Germania; tra le sue pretese, vi era che i musicisti dovessero imparare tutte le loro parti a memoria. Alcune delle innovazioni da lui portate sono l'introduzione del contrabbasso a cinque corde e dei timpani a pedali: questi ultimi da allora sono divenuti uno strumento fondamentale nelle orchestre sinfoniche.
Alla fine degli anni ottanta si stabilì all'Opera di Amburgo dove nel marzo 1891 diresse la prima assoluta di Der Pfeifer von Dusenbach di Richard Kleinmichel, ma continuò ad andare in tournée, sia come direttore d'orchestra, sia esibendosi al pianoforte. Fra il 1887 e il 1892 assunse la guida dei Berliner Philharmoniker come direttore stabile, succedendo al fondatore stesso dell'orchestra, Ludwig von Brenner. Nel febbraio 1892 dirige la prima assoluta del poema sinfonico Macbeth di Richard Strauss a Berlino.
All'inizio degli anni novanta, la sua salute fisica e mentale cominciò a declinare, ed egli dunque andò alla ricerca di un clima più caldo e asciutto per ristabilirsi, ma morì in un albergo del Cairo nel 1894.
Nel 1898 furono diffuse le lettere di Liszt a Bülow, mentre nel 1916 furono pubblicate le lettere di Wagner a Bülow.